# نیروگاه هسته‌ای تایشان
نیروگاه هسته‌ای تایشان (به لاتین: Taishan Nuclear Power Plant) یک نیروگاه هسته‌ای در چین است که در تایشان واقع شده‌است.